# Tygodnik Zamojski
Tygodnik Zamojski – regionalny tygodnik, z siedzibą w Zamościu, obejmujący swoim zasięgiem Biłgoraj, Hrubieszów, Krasnystaw, Tomaszów Lubelski, Zamość. Ukazuje się od 23 listopada 1979 r.